# Doublon (monnaie)
Pour les articles homonymes, voir Doublon.
Le doublon ((es) doblón) est l'appellation donnée à une monnaie d'or espagnole entre la fin du XVe siècle et le milieu du XIXe siècle. Cette monnaie, qui n'était pas une unité de compte, eut un certain impact sur les plans économiques et symboliques.

## Origines

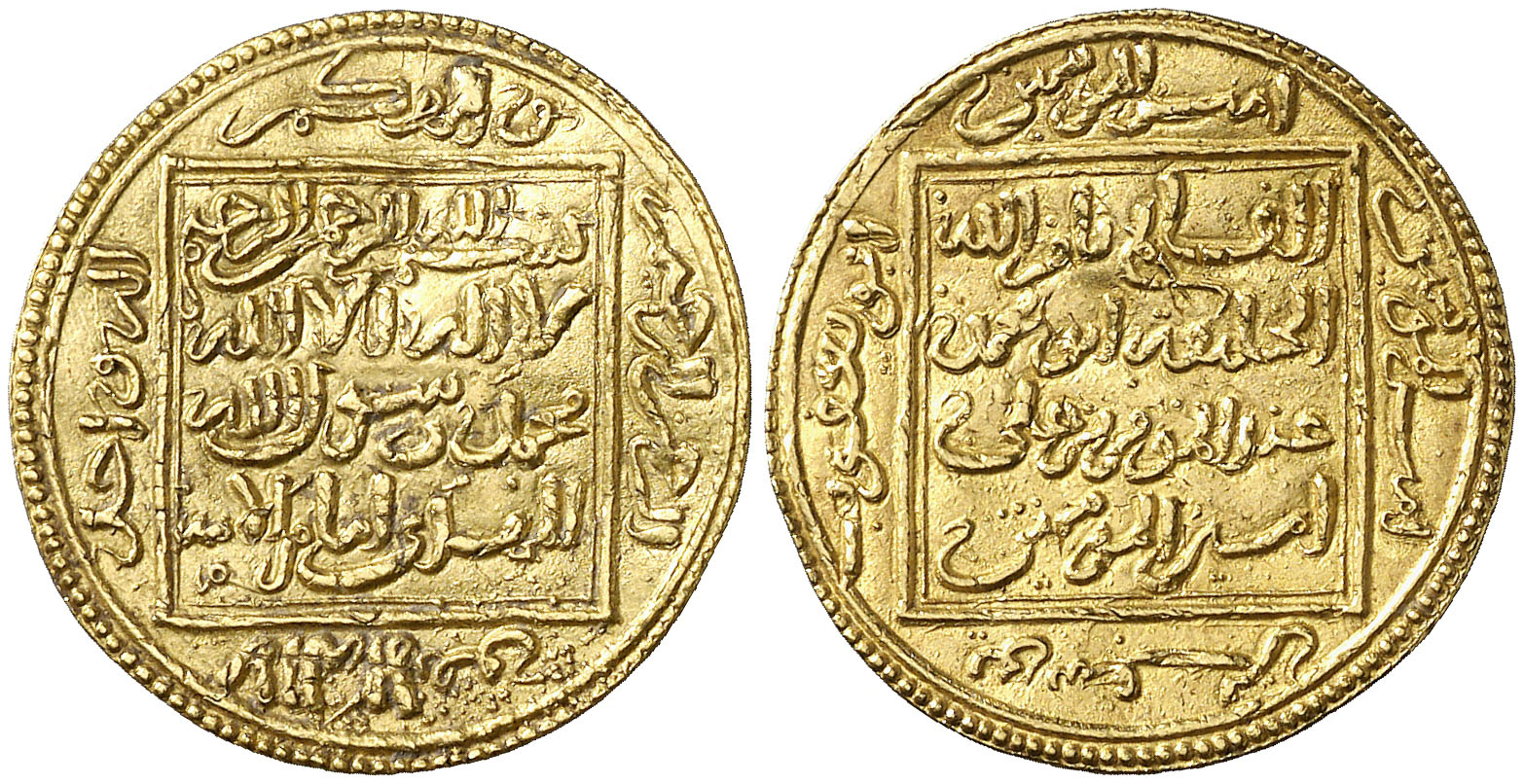
Doublon d'or almohades (dinar), frappé au Maroc par le calife Abu Yacub Yusuf au XII).

### Étymologie
Le mot doublon est d'origine espagnole : doblón qualifie dès 1497 une grosse monnaie d'or. Au début du XVIIe siècle français, on utilise le mot « pistole » pour qualifier ces pièces espagnoles.

### Histoire
Entre le XIIe et la fin du XVe siècle, l'or monétaire reste peu courant en Europe. Les systèmes marchands et financiers reposent, quant au négoce, sur l'argent métal (voir par exemple le sterling, le thaler ou le gros tournois). Seuls les Vénitiens et l'Empire ottoman assurent dans leurs échanges des transactions importantes en or. De fait, ce sont de petits modules qui circulent : le fiorino de Toscane, le sequin vénitien et le soultani ottoman pèsent quasiment le même poids, à savoir, entre 3,5 et 3,7 g d'or, dont le titrage avoisine les 24 carats (997/1000).
De plus grosses pièces en or restent rares dans l'Europe de la fin du Moyen Âge. En revanche, au Maroc, sous le régime des Almohades masmudines on appelait dinar, vers 1184-1185, à la suite de la réforme monétaire initiée par le calife Yacoub Al Mansour, une pièce en or d'un poids équivalent à 4,7 g et qui était d'une grande pureté. 
Circulant dans toute la Péninsule ibérique, les dinars de l'Al Andalus seront imités puis adoptés par l'Espagne des Rois catholiques comme symbole de souveraineté. Ainsi, entre le XIIe et le XIVe siècle, ces frappes pallient l’absence d’or dans les émissions monétaires d’Europe occidentale.
Avant 1350, Alphonse XI, en Castille, frappa les premières monnaies d'or imitant les dinars almohades : appelés localement castellanos ou doblas, et en français « alfonsins », ils pèsent chacun 4,6 g d'or à 23¾ carats.
Quand fut achevée la « reconquête » de la Péninsule ibérique par les Rois catholiques, ceux-ci voulurent assainir leur système monétaire devenu confus et disparate, et surtout frapper une nouvelle monnaie d'or pour célébrer l'arrivée de ce métal venu des Amériques : ce fut la réforme de 1497.

## Le doublon symbole d'une nouvelle ère

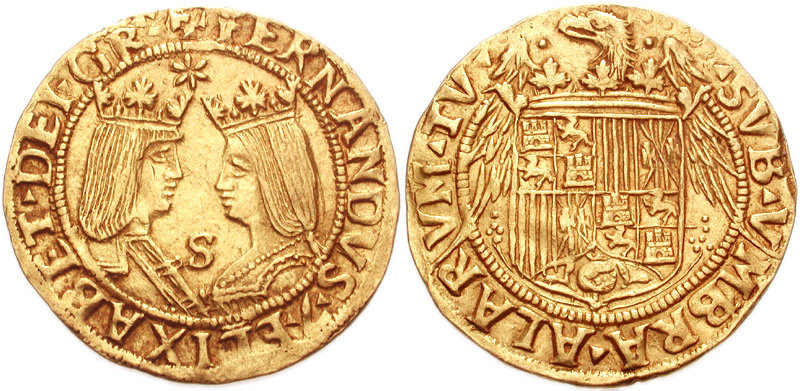
Doblón excelente figurant Ferdinand II
et Isabelle Ire (Séville, 1497).

Apparu entre le début des Grandes Découvertes et la naissance de l’Empire espagnol, le plus célèbre doublon d'or est aussi le premier : il est possible que ce nom provienne du double portrait qu'il comporte, celui des souverains espagnols Ferdinand II et Isabelle Ire d'Aragon (voir ci-contre), même s'il existait déjà des doblas d'or. Cette nouvelle pièce frappée dans les ateliers de Séville se veut un doblón excelente, cette « excellence » fait référence ici à la fois aux têtes royales et à la qualité de l'alliage d'or. La réforme monétaire mise en place soulignait en ses ordonnances que la taille devait être au double de « l'excellence de Grenade » (excelente de la Granada), faisant ici référence à la qualité des frappes de l'Al Andalus ; les troupes de Boabdil s'étaient rendues en 1492, et les Andalous avaient l'interdiction de battre monnaie. Un excelente d'or équivalait à 11 réaux d'argent et un maravédis, ce qui porte donc le double à 22 réaux et 2 maravédis.
En 1523, les Cortes décident une nouvelle réforme monétaire. L'équivalence du doublon est portée à 32 réaux pour un poids de 6,77 g d'or à 23¾ carats (989,58 millième). Les frappes évoluèrent en proportion des forts arrivages d'or, ce qui augmenta leur contrevaleur en argent métal et en cuivre. On distingua : le doblon de a dos (700 maravédis en 1537), le doblon de a quarto (1 100 maravédis en 1642) et le doblon de a ocho (2 800 maravédis en 1537 et 4 400 en 1642).

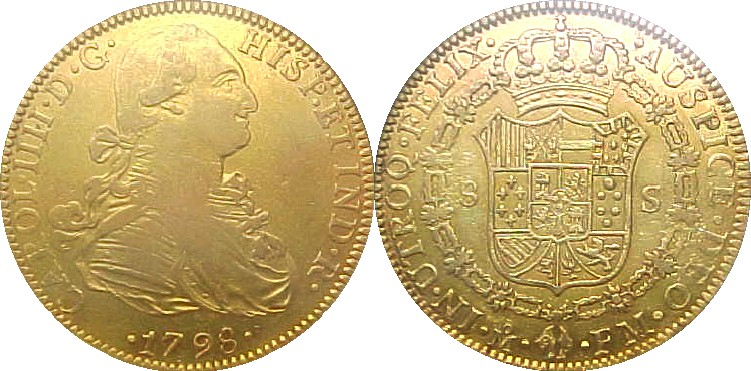
Doublon espagnol de 8 escudos figurant Charles IV d'Espagne, frappé à Mexico en 1798.

Les doublons ont été ensuite frappés dans tout l'Empire colonial espagnol, au Mexique, au Pérou, et à la Nouvelle-Grenade. En Espagne, les doublons ont eu cours jusqu'au milieu du XIXe siècle. Les derniers doublons espagnols comportaient une valeur faciale de 80 réaux ; ils furent frappés en 1849. En 1859, Isabelle II d'Espagne remplaça le système monétaire basé sur l'escudo par des réaux décimaux, le doublon de 6,77 g par un nouveau doblón, plus lourd, d'une valeur de 100 réaux et d'un poids de 8,377 g. Après leur indépendance, les anciennes colonies espagnoles du Mexique, du Pérou et de l'ex-Nouvelle-Grenade continuèrent à frapper des doublons.

## Postérité et représentations
En Europe, le doublon servit de modèle à plusieurs autres pièces d'or, dont le louis d'or (1643), la doppia italienne, le duplone suisse, la pistole de certains États allemands du Nord, et le frédéric d'or prussien.
Dans le roman de Herman Melville, Moby Dick (1851) au chapitre 99 intitulé « Le doublon », le capitaine Ahab fait référence à une pièce en or d'une valeur de 16 dollars : il s'agit d'un doublon de 8 escudos de oro frappé en Équateur, à Quito, entre 1838 et 1843, et qui pèse 31,1 g, fait d'un or à 21 carats.